# Walter Leitsch
Walter Leitsch (ur. 26 marca 1926 w Wiedniu, zm. 22 lutego 2010 tamże) – austriacki historyk nowożytności, profesor, badacz dziejów Europy Środkowej i Wschodniej.

## Życiorys
Młodość spędził w Wiedniu. W 1938, ze względu na żydowskie pochodzenie ojca, wraz z rodziną przeniósł się do Estonii. Po zajęciu Estonii przez Sowietów, w 1940 wraz z rodziną został zesłany do Kazachstanu. W 1947 powrócił do Wiednia. Zapisał się na Uniwersytet Wiedeński, gdzie studiował historię oraz slawistykę. W 1954 uzyskał doktorat. Od 1965 do 1996 był kierownikiem katedry historii Europy Wschodniej na Uniwersytecie Wiedeńskim.
W początkach kariery naukowej skupiał się na dziejach Państwa Moskiewskiego; w pracy doktorskiej opisywał stosunki dyplomatyczne Moskwy z dworem cesarskim w nowożytności. Około lat 70. zwrócił się ku historii Rzeczypospolitej Obojga Narodów, publikując m.in. na temat Zygmunta III Wazy czy Jana Zamojskiego. Badał też dzieje stosunków polsko-moskiewskich i Zamku Królewskiego w Warszawie. Jego najbardziej znanym dziełem jest czterotomowa monografia dworu Zygmunta III. Współpracował w polsko-niemieckiej komisji ds. redakcji wspólnych podręczników historii. Był jednym z inicjatorów serii wydawniczej Studia Austro-Polonica. Należał do Austriackiej Akademii Nauk. Był poliglotą; znał szesnaście języków.

## Wybrane publikacje
- Moskau und die Politik des Kaiserhofes in XVII. Jahrhundert (1960)[2]
- Sigismund III. von Polen und Jan Zamoyski (2006)[4]
- Das Leben am Hof König Sigismunds III. von Polen (2009)[6]